# 加布里尔-科尔曼重排反应
加布里尔-科尔曼重排反应（Gabriel–Colman rearrangement）指酞酰亚胺钾(1)与氯乙酸酯缩合为酞酰亚胺基乙酸酯(2)，然后用强碱处理，得到取代异喹啉(3)。